# Sabine Schröder
Sabine Schröder (* 29. November 1942 in Angermünde) ist eine deutsche Politikerin (SPD). Sie war von 1987 bis 2000 Abgeordnete des Schleswig-Holsteinischen Landtages.

## Leben
Nach dem Abitur im holsteinischen Oldenburg studierte Schröder an der Pädagogischen Hochschule in Kiel und an der Universität Kiel und der Universität Mainz. Ab war sie 1965 Grund- und Hauptschullehrerin und von 1971 bis 1987 Realschullehrerin in Kiel.
Sie wurde viermal als SPD-Direktkandidatin des Wahlkreises Plön-Süd in den Landtag gewählt und war zudem Gemeinderatsmitglied in Martensrade.
Am 26. Februar 2000 wurde ihr das Verdienstkreuz am Bande der Bundesrepublik Deutschland verliehen.